# Liste der Baudenkmale in Reefton
Die Liste der Baudenkmale in Reefton umfasst alle vom New Zealand Historic Places Trust (NZHPT) als „Historic Place“ oder „Historic Area“ eingestuften Baudenkmale und Flächendenkmale der neuseeländischen Ortschaft Reefton. Die Angaben stammen aus dem Register des NZHPT. Die Bezeichnungen der Baudenkmale orientieren sich an diesem Register. In die Liste werden auch bekannte Wahi Tapu (Area), kulturell und religiös bedeutsame Stätten und Gebiete der Māori, aufgenommen. Sie werden jedoch meist nicht publiziert.

| Bild           | Bezeichnung                                | Ort     | Anschrift                                            | Beschreibung                                                          | Bauzeit         | Eintrag            | Nummer | Kat. |
| -------------- | ------------------------------------------ | ------- | ---------------------------------------------------- | --------------------------------------------------------------------- | --------------- | ------------------ | ------ | ---- |
| weitere Bilder | Reefton School of Mines Building           | Reefton | 22 Shiel Street Karte                                | Bergbauschule                                                         | 1887            | 30. August 1990    | 263    | 1    |
| weitere Bilder | Reefton Courthouse                         | Reefton | 47 Bridge Street Karte                               | Gerichtsgebäude                                                       | 1872            | 30. August 1990    | 1685   | 1    |
| weitere Bilder | Masonic Hall (former)                      | Reefton | 38 Shiel Street Karte                                | Freimaurerloge (frühere)                                              | 1891–1892       | 22. August 2008    | 1868   | 2    |
| weitere Bilder | Racecourse Grandstand                      | Reefton | Racecourse Road Karte                                | Tribüne einer Pferderennbahn                                          | 1891 (ab)       | 19. April 2012     | 1687   | 2    |
| weitere Bilder | Sacred Heart Catholic Church               | Reefton | 1-17 Church Street und Walsh Street Karte            | katholische Kirche                                                    | 1878–1879       | 14. Mai 2008       | 1689   | 2    |
| weitere Bilder | St Stephen's Church                        | Reefton | 16-18 Church Street und Walsh Street Karte           | anglikanische Kirche                                                  | 1877–1878       | 22. August 2008    | 1691   | 2    |
| weitere Bilder | Reefton Power House Foundations            | Reefton | Rosstown Road Karte                                  | Überreste eines Wasserkraftwerkes                                     | 1908–1946 (ca.) | 30. August 1990    | 5002   | 2    |
| weitere Bilder | Penington House                            | Reefton | 15 Shiel Street Karte                                | Wohnhaus                                                              | n.a.            | 21. September 1989 | 5037   | 2    |
| weitere Bilder | Horse Trough, Penington House              | Reefton | 15 Shiel Street Karte                                | Pferdetränke                                                          | n.a.            | 21. September 1989 | 5038   | 2    |
| weitere Bilder | War Memorial Obelisk                       | Reefton | Church Street and Buller Road Karte                  | Denkmal für den Ersten Weltkrieg                                      | 1918            | 21. September 1989 | 5039   | 2    |
| weitere Bilder | Clerk of the Court and Survey Office House | Reefton | Bridge Street Karte                                  | ehemaliges Wohnhaus des Gerichtsdieners und Büro des Vermessungsamtes | n.a.            | 21. September 1989 | 5068   | 2    |
| weitere Bilder | Oddfellows Hall                            | Reefton | 56 Bridge Street Karte                               | Gemeindesaal                                                          | 1876 (ca.)      | 21. September 1989 | 3035   | 2    |
| BW             | Reefton Historic Area                      | Reefton | Gebiet Bridge Street Wash Street, Shiel Street Karte | Gebiet mit mehreren Einzeldenkmalen im Zentrum von Reefton            | n.a             | 28. April 1995     | 7050   | HA   |